# 胡公素
胡公素（9世纪—882年），唐朝末年武将。唐僖宗中和元年（881年）四月，泾原节度使程宗楚对黄巢农民军作战身亡。大约同年，胡公素被任为泾原节度使。次年二月，薨。军中请命于都统王铎，王铎承制以大将张钧为留后。